# Ambassade d'Algérie en Inde
L'ambassade d'Algérie en Inde est la représentation diplomatique de la République algérienne auprès de la république de l'Inde. Elle est située à New Delhi, la capitale du pays.